# Аяд Ібрагім Халіл
Аяд Ібрагім Халіл (араб. إياد إبراهيم خليل; нар. 25 лютого 1992) — єгипетський борець вільного та греко-римського стилів, багаторазовий чемпіон чемпіонатів Африки, чемпіон Африканських ігор з вільної боротьби, призер чемпіонату Африки з греко-римської боротьби.

## Життєпис
Боротьбою почав займатися з 2004 року.
Виступає за спортивні клуби поліції (Каїр) та «eTislat telecom Sports Club». Тренери — Гейсам Ель-Ходарі та Мустафа Махмуд.

## Спортивні результати на міжнародних змаганнях

### Виступи на Чемпіонатах світу
| Змагання                        | Збірна | Вагова категорія          | Місце |
| ------------------------------- | ------ | ------------------------- | ----- |
| Чемпіонат світу з боротьби 2013 | Єгипет | вільна боротьба, до 66 кг | 15    |
| Чемпіонат світу з боротьби 2014 | Єгипет | вільна боротьба, до 70 кг | 14    |
| Чемпіонат світу з боротьби 2015 | Єгипет | вільна боротьба, до 70 кг | 18    |

### Виступи на Чемпіонатах Африки
| Змагання                         | Збірна | Вагова категорія                 | Місце  |
| -------------------------------- | ------ | -------------------------------- | ------ |
| Чемпіонат Африки з боротьби 2013 | Єгипет | вільна боротьба, до 66 кг        | Золото |
| Чемпіонат Африки з боротьби 2014 | Єгипет | вільна боротьба, до 70 кг        | Золото |
| Чемпіонат Африки з боротьби 2014 | Єгипет | греко-римська боротьба, до 71 кг | Бронза |
| Чемпіонат Африки з боротьби 2015 | Єгипет | вільна боротьба, до 70 кг        | Золото |

### Виступи на Африканських іграх
| Змагання              | Збірна | Вагова категорія          | Місце  |
| --------------------- | ------ | ------------------------- | ------ |
| Африканські ігри 2015 | Єгипет | вільна боротьба, до 70 кг | Золото |

### Виступи на інших змаганнях
| Змагання                                                    | Збірна | Вагова категорія          | Місце  |
| ----------------------------------------------------------- | ------ | ------------------------- | ------ |
| Середземноморські ігри 2013                                 | Єгипет | вільна боротьба, до 66 кг | Бронза |
| Турнір Дана Колова — Николи Петрова 2014                    | Єгипет | вільна боротьба, до 65 кг | 11     |
| Чемпіонат світу з боротьби серед військовослужбовців 2014   | Єгипет | вільна боротьба, до 70 кг | 5      |
| Турнір Дана Колова — Николи Петрова 2015                    | Єгипет | вільна боротьба, до 70 кг | Бронза |
| Всесвітні ігри військовослужбовців 2015                     | Єгипет | вільна боротьба, до 70 кг | 13     |
| Турнір Ібрагіма Мустафи 2015                                | Єгипет | вільна боротьба, до 74 кг | Золото |
| Олімпійський кваліфікаційний турнір з боротьби 2016 (Алжир) | Єгипет | вільна боротьба, до 74 кг | Бронза |